# Список полпредов президента Кыргызстана в областях
Полномочный представитель Президента Кыргызской Республики в области (кирг. Кыргыз Республикасынын Өкмөтүнүн ыйгарым укуктуу өкүлчүлүгү) — глава местного исполнительного органа власти в Кыргызстане. Список Полномочных представителей Президента со второй половины 1991 года, то есть со времени ликвидации исполкомов и введения должностей глав администраций областей.
16 августа 2012 г. акимы областей переименованы в — «полномочный представитель Правительства Кыргызской Республики в области».
С 15 июля 2021 года полномочные представители подчинены Президенту Кыргызстана, а не правительству Кыргызстана.

## Баткенская область
1. Айбалаев, Мамат Марипович (13 октября 1999 — 19 ноября 2003).
2. Шадиев, Аскарбек Алимбаевич (ноябрь 2003 — январь 2005)
3. Нурмухамбетов, Замирбек Джолгашбаевич — врид. (19-29.01.2005)
4. Кошматов, Баратали Туранович — (29 января 2005 — 24.03.2005)
5. Айжигитов, Султанбай Абдрашитович (И. О. С 2005, Аким 6.02.2006-11.01.2008)
6. Джумабеков, Маратбек (12 января 2008 — 10.12.2009)
7. Тагаев, Айтибай Султанович (17.12.2009 — 04.2010)
8. Орозова, Карамат Бабашовна (и. о. губернатора: 04.2010 — 05.2010)
9. Айжигитов, Султанбай Абдрашитович (назначен Вп 14.05.2010-20.01.2011)
10. Бурканов, Арзыбек Орозматович (20.01.2011 — 1.02.2012)
11. Разаков, Жениш Парпиевич (1.02.2012 — 2016)
12. Халмурзаев, Абиш Алыбаевич (13.07.2016 — 1.04.2019)
13. Мадумаров, Акрам Камбаралиевич (1.04.2019 — 13.02.2020)
14. Абдрахманов, Алишер Орозбаевич (13.02.2020 — 6.10.2020)
15. Жалалов, Жаныбек Махматалиевич (16.10.2020 — 15.02.2021)
16. Суваналиев, Омурбек Исакович (15.02.2021 — 5.05.2021)
17. Алимбаев, Абдикарим Карбекович (5.05.2021 — 24.12.24)
18. Шаменов, Айбек Асанович (24.12.24 - н.в.)

## Джалал-Абадская область
1. Осмонов, Бекмамат (1992—1993)
2. Тагаев, Абдыжапар Абдыкаарович (1993—1995)[3]
3. Бакиев, Курманбек Салиевич (1995—1997).
4. Урманаев, Султан Исакунович (31 декабря 2000 − 9 апреля 2002).
5. Шарипов, Жусупбек Шарипович (10 апреля 2002 — март 2005).
6. Жээнбеков, Жусупбек (провозглашен «Председателем Народного Кенеша Области» В Ходе «Тюльпановой Революции», 25.03.2005 утверждён и. о. акима области правительством К. Бакиева) — 19.01.2006 /уволен в отставку, однако его сторонники организовали акции массового протеста, 24.01.2006 года возвращён на пост акима
7. Айдаралиев, Искендер, и. о. (19-24.01.2006, фактически уехал из области 23.01, вновь: с конца января 2006 — 27 ноября 2007)
8. Масиров, Кошбай (27 ноября 2007 — 8 апреля 2010)
9. Ташиев, Камчыбек Кыдыршаевич (8.04.2010-
10. Джеенбеков, Жусупжан Амражанович (Избран На «Курултае» 14.04.2010, Уступил Асанову
11. Рахмонов, Пайзулла (Избран «Курултаем» Бакиевцев И Занял Обладминистрацию 19.04.2010-21.04.2010)
12. Асанов, Бектур Жантороевич (Назначен «Временным Правительством», 14 Апр. 2010/Реально Взял Власть И Акимат 21.04-13.05.2010, Свергнут «Бакиевцами»).
13. Ажиматов, Шайир (Провозглашен Акимом На Митинге Сторонников Вп 14.05.2010-
14. Нарматов, Ильич (Избран Акимом «Координационным Советом» Оппозиции, 15.05.2010-
15. Асанов, Бектур Жантороевич (до 8.07.2011)
16. Турсунбаев, Азизбек Атакозуевич (8.07.2011-17.08.2012)
17. Торомаматов, Жусубали Кыргызбаевич (17.08.2012-3.03.2014)
18. Джеенбеков, Жусупжан (3.03.2014-12.08.2014)
19. Эгембердиева, Жумагуль, Врио С 12.08.2014 — 09.2016[4]
20. Сатыбалдиев, Кыянбек Урмаматович с октября 2016[5]-22.01.2020
21. Мирзахмедов, Нурболот Сабиржанович (23.01.2020 — 11.07.24)
22. Текебаев, Тилек Кыдырмаевич (11.07.24 — н.в.)

## Иссык-Кульская область
1. Сааданбеков, Жумагул Сааданбекович (Март 1992—1996).
2. Касымов, Тойчубек Касымович (1996—2000).
3. Шарипов, Жусупбек Шарипович (30 Декабря 2000-Апрель 2002).
4. Анапияев, Эмильбек Абылович (1967 Г. Р.) Аким (11 Апреля 2002-7 Декабря 2003)
5. Шайлиева, Токон Асановна (7 Декабря 2003-Март 2005).
6. Молдоташев, Ишенбай Курманович (Утвержден И. О. Акима С 28 Марта 2005 Правительством К.Бакиева, Фактически С 25.03.2005-18.04.2005).
7. Омуралиев, Эсенгул Касымович (18.04.2005-24.11.2006)
8. Исаев, Кыдыкбек Шайдинович (24.11.2006-7.04.2010)
9. Манжалов, Раимбек («Народный Губернатор» 7.04.2010-
10. Асанакунов, Мирбек Аскерович (И. О. 04.2010-01.2011)
11. Абдылдаев Нурдин Туратбекович (20.01.2011-4.08.2011)
12. Асанакунов, Мирбек Аскерович (4.08.2011-июнь 2013 г.[6]
13. Каптагаев, Эмильбек Саламатович 2013 года — 01.2016
14. Акибаев, Асхат Акибаевич 01.2016 — 17 мар. 2017 г.[7][8]
15. Жылкыбаев, Узарбек Казиевич (17.03.2017[9] — 24.07.18)
16. Далиев, Уланбек Эшенович (16.02.24 — н.в.)

## Нарынская область
1. Айтбаев, Таштемир Сыдыгалиевич (1943 Г. Р.) 1-Й Секр. (Февраль 1991—1991).
2. Ашыралиев, Кемел Жакешович (1942 Г. Р.) 1-Й Секр/Аким (1991—1993).
3. Болотбеков, Бейшенбек (1993-Сент. 1996).
4. Узакбаев, Эмилбек Узакбаевич (1996-Декаб. 1998).
5. Салымбеков, Аскар Мааткабылович (31 Декабря 1999- 14 Января 2005).
6. Медетбеков, Шамшыбек Осмонкулович (19 Января 2005-Апрель 2005).
7. Азылов, Жыргалбек Кумарович — И. О., Аким (13 Апреля 2005-27 Июля 2007)
8. Касмалиев, Ажыбек Кадыркулович (27 Июля 2007-11 Января 2008)
9. Суваналиев, Омурбек Исакович (11 Января 2008-Нояб. 2009)
10. Чекиев, Тынчтыкбек Бешкемпирович (11 Нояб. 2009-9 Марта 2010)
11. Акматалиев, Алмазбек Акматалиевич (9 Марта 2010-7 Апр. 2010)
12. Эсенбеков, Адыл («Народный Губернатор» 7.04.2010-10.07.2010
13. Мамбетов, Турдубек Мамбетович (10.07.2010-15 февр. 2011
14. Муратбеков, Канатбек Камбарбекович (15.02.2011-3.12.2013)
15. Кайыпов, Аманбай Кайыпович (3.12.2013 — ?)
16. Ашимбаев Сабыркул Абасович (20.09.2020-20.07.2022)
17. Эргешов, Алтынбек Калдарович (4.07.22 — 25.06.25)
18. Сатаров, Нурбек Бейшеналиевич (27.06.25 — н.в.)

## Ошская область
1. Сыдыков, Батырали Сыдыкович (1991—1993).
2. Эркебаев, Абдыгани Эркебаевич (1993—1995).
3. Рустенбеков, Жаныш Султанкулович (1949 Г. Р.), Аким (1995—1996).
4. Муралиев, Амангельды Мурсадыкович (1947 Г. Р.), Аким (Июль 1996—1999)
5. Акматалиев, Темирбек Асанбекович (1999—2000).
6. Касиев, Накен Касиевич (31 Декабря 2000- 19 Января 2005).
7. Джолдошев, Кубанычбек Ниязович (28 Января — Март 2005).
8. Артыков, Анвар Артыкович (19.03.2005 Избран «Председателем Народного Кенеша Ошской Области», 20.03.2005 Ненадолго Арестован, 25.03.2005 Официально Утвержден И. О. Акима Области Правительством К.Бакиева, А Затем И Акимом-9.12.2005);
9. Закиров, Адам Закирович, И. О. Губернатора (9.12.2005-2006)
10. Сатыбалдиев, Жанторо Жолдошевич (24 Мая 2006 — 27 Ноября 2007)
11. Карашев, Аалы Азимович (27 Ноября 2007-10.2009).
12. Бакиров, Мамасадык Сабирович (27.10.2009-04.2010)
13. Жээнбеков, Сооронбай Шарипович (9.04.2010-13.05.2010, Свергнут «Бакиевцами»)
14. Бакиров, Мамасадык Сабирович (13.05.2010, Утром Провозглашен Акимом «Бакиевцами», Вечером Отказался От Должности)
15. Кадырбаев, Айтмамат Тентибаевич (Утвержден «Бакиевцами», 13.05.2010-
16. Жээнбеков, Сооронбай Шарипович (05.2010 - 11.12.2015
17. Сарыбашев, Таалайбек Насырбекович (11.12.2015[10] — ?)
18. Жылкыбаев, Узарбек Казиевич (18 июля 2018 - 8-август 2020)
19. Юсупов Байыш Юсупович (8-август 2020- 19-октябрь 2020)
20. Абдураимов Жарасул Осмоналиевич (19-октябрь 2020- 22-июль 2021)
21. Жамалдинов Зиядин Исламович с 22-июль 2021-год[11]
22. Джантаев, Эльчибек Нуржадыевич (14.04.23 — н.в)

## Таласская область
1. Кенесариев, Абдыкадыр (1937 Г. Р.), 1-Й Секр. (Февраль 1991-?).
2. Касымов, Тойчубек Касымович (1992—1996).
3. Акматалиев, Темирбек Асанбекович (1998—1999).
4. Карачалов, Кенешбек Касымович (6 Декаб. 1999 -Декаб. 2002).
5. Айдаралиев, Искендер Рыспекович (Декаб. 2002-19.01.2006 И Вновь С 24.01-?.2006-)
6. Жээнбеков, Жусупбек (19-23.01.2006 И Январь-19 Декабря 2006)
7. Мураталиев, Байымбет Молдалиевич (20.12.2006-11.01.2008)
8. Болотбеков, Бейшенбек (11.01.2008-6/7.04.2010)
9. Абдылдаев, Шералы Итибаевич («Народный Губернатор» 6.04.2010-
10. Курманалиева, Койсун Аблабековна (14.04.2010-6.04.2015)
11. Джуманазаров, Байышбек Токтомушевич (27.05.2015-20 июн. 2016 г.[12]
12. Кенекеев, Даир Атакулович (20.07.2016 — ?)
13. Дарданов, Нурлан Камалбекович (4.03.2023 — 31.07.2024)
14. Джумаев, Эрмат Джумаевич (2.08.2024 — н.в.)

## Чуйская область
1. Мамонтов, Валерий Григорьевич (1940 Г. Р.) 1-Й Секр. (Февраль 1991—1991)
2. Джумагулов, Апас Джумагулович (1934 Г. Р.), 1-Й Секр./Аким (1991—1993)
3. Кулов, Феликс Шаршенбаевич (Декаб. 1993-Апрель 1997).
4. Бакиев, Курманбек Салиевич (1997-Декаб. 2000).
5. Касымов, Тойчубек Касымович (2000-Февраль 2004).
6. Кангельдиев, Азамат Нурказыевич (7 Февраля 2004-25 Марта 2005).
7. Кулмурзаев, Тургунбек Насипбекович (И. О. С 25 Марта 2005-7 Ноября 2006)
8. Сыйданов, Кубанычбек Сыйданович (13.11.2006-23.01.2009).
9. Кумаров, Болоткан Советбекович (26.01.2009-04.2010 Гг.)
10. Абдрахманов, Сагынбек Уметалиевич (И. О. 04.2010-23.12.2010)
11. Кулматов, Кубанычбек Кенешович (7.08.2013- 01.2014)
12. Исаев, Канатбек Кедейканович (20.02.2014-29.06.2015)
13. Кудайбергенов, Бактыбек Жапарович (13.07.2015 — ?)
14. Джумагазиев, Канат Сагынович (7.03.23 — н.в)

## Бишкек
1. Чиналиев, Улукбек Кожомжарович (1946 Г. Р.) 1-Й Секр. (1985-91).
2. Абакиров Омурбек (1950-93) Глава. Горадм-И (1992-93).
3. Кулов, Феликс Шаршенбаевич (Апрель 1998-Апрель 1999).
4. Керимкулов, Медетбек Темирбекович (Апрель 1999-03.2005).
5. Жээнбеков Равшан — И. О. (03-04.2005)
6. Салымбеков, Аскар Мааткабылович И. О. (20.04-18.08.2005).
7. Ногоев, Арстанбек Иманкулович (18.08.2005-10.10.2007).
8. Усенов, Данияр Токтогулович (10.10.2007-7.07.2008)
9. Тюлеев, Нариман Ташболотович (7.07.2008-8.04.2010)
10. Омуркулов, Иса Шейшенкулович (8.04.2010-февраль 2011—декабрь 2014
11. Кулматов, Кубанычбек Кенешович (15 января 2014-9 февраля 2016)
12. Ибраимов, Албек Сабирбекович (27 февраля 2016-19 июля 2018)
13. Джунушалиев, Айбек Джанышбекович (26 августа 2021 — 24 февраля 2022)
14. Абдыкадыров, Эмилбек Мырзакулович (24 февраля 2022 — 31 октября 2023)
15. Джунушалиев, Айбек Джанышбекович (с 31 октября 2023)

## Ош
1. Мамыров, Абдыманап 1991[13] — 1994[13]
2. Керимкулов, Медетбек Темирбекович 1994—1995[14]
3. Алыкулов, Муканбек Калмаматович февраль 1995[15][13] — ноябрь 1996[15][13]
4. Райымбеков, Ж ноябрь 1996[13] — апрель 1998[13]
5. Тагаев, Абдыжапар Абдыкаарович апрель 1998[16][13] — 1999[16]
6. Шарипов, Жусупбек Шарипович 1999[17] — 30 декабря 2001[18]
7. Сатыбалдиев, Жанторо Жолдошевич 2000—2003[19]
8. Чырмашев, Сатыбалды 19.11.2003 --[20]
9. Бакиров, Мамасадык Сабирович с апреля по сентябрь 2005 года[21]
10. Исаков, Жумадыл Ырысбаевич 08.2005-01.2009[22]
11. Мырзакматов, Мелис Жоошбаевич 2009—2013
12. Кадырбаев, Айтмамат Тентибаевич 15 января 2014 — 3 июля 2018[23]
13. Сарыбашев, Таалайбек Насирбекович с 18.07.2018[24]
14. Жетигенов Бакытбек Женишбекович ( - января 2025 года)
15. Токторбаев, Женишбек Шермаматович (с 23 января 2025 года)